# How to Have Sex
Pour plus de détails, voir Fiche technique et Distribution.
How to Have Sex est un film dramatique britannico-greco-franco-belge écrit et réalisé par Molly Manning Walker, sorti en 2023.
Le film est présenté au Festival de Cannes 2023, où il remporte le Prix Un certain regard.

## Synopsis
Afin de célébrer la fin du lycée, Tara, Skye et Em s'offrent leurs premières vacances entre copines dans une station méditerranéenne ultra fréquentée. Le trio compte bien enchaîner les fêtes, cuites et nuits blanches, en compagnie de colocs anglais rencontrés à leur arrivée. Pour la jeune Tara, ce voyage de tous les excès a la saveur électrisante des premières fois… jusqu'au vertige. Face au tourbillon de l'euphorie collective, est-elle vraiment libre d'accepter ou de refuser chaque expérience qui se présentera à elle ?

## Fiche technique
Sauf indication contraire, les informations mentionnées dans cette section peuvent être confirmées par les bases de données cinématographiques IMDb et Allociné,  présentes dans la section « Liens externes ».
- Titre original : How to Have Sex
- Réalisation et scénario : Molly Manning Walker
- Musique : Jakwob
- Costumes : George Buxton
- Photographie : Nicolas Canniccioni
- Son : Steve Fanagan
- Montage : Fin Oates
- Production : Konstantinos Kontovrakis, Emily Leo et Ivana Mackinnon
  - Production déléguée : Farhana Bhula, Ben Coren, Phil Hunt, Kristin Scott Irving, Nathanaël Karmitz, Giorgos Karnavas et Compton Ross
- Sociétés de production : UMedia, Heretic Films et Wild Swim Films
- Société de distribution : Condor Distribution, mk2 Films
- Pays de production :  Royaume-Uni,  Grèce,  France,  Belgique
- Langue originale : anglais
- Format : couleur
- Genre : Drame
- Durée : 91 minutes
- Dates de sortie :
  - France : 19 mai 2023 (Festival de Cannes) ; 15 novembre 2023 (sortie nationale)
  - Grèce : 2 novembre 2023 (sortie nationale)
  - Royaume-Uni : 3 novembre 2023 (sortie nationale)
  - Belgique : 29 novembre 2023 (sortie nationale)
  - États-Unis : 2 février 2024 (sortie nationale)
- Classification[1] :
  - France : tous publics

## Distribution
- Mia McKenna-Bruce (VF : Élise Gamet) : Tara
- Lara Peake (VF : Justine Hostekint) : Skye
- Enva Lewis (VF : Élodie Lasne) : Em
- Shaun Thomas (VF : Antoine Dupire) : Badger
- Samuel Bottomley (en) (VF : Yvan Lecomte) : Paddy
- Laura Ambler (VF : Camille German) : Paige
- Eilidh Loan : Fi
- Daisy Jelley (en) : Gemma

Source VF : carton du doublage français sur Canal+.

## Accueil

### Accueil critique
En France, le site Allociné propose une moyenne de 3,5⁄5, d'après l'interprétation de 26 critiques de presse. Le site Senscritique compile les votes à 6,8 sur 10. Albane Guichard, dans HuffPost estime que le film « va parler aux femmes mais pas forcément aux hommes, et c’est bien le problème ». Radio France déclare : « la thématique du consentement - et plus largement des relations hétérosexuelles - s'installe au coeur d'un film intelligent, maîtrisé. » Yannick Vely, dans Paris Match, écrit : « le premier film de la réalisatrice britannique Molly Manning Walker prend à revers les codes du teen movie américain pour montrer la face sombre des beuveries étudiantes. »

## Distinctions

### Récompenses
- Festival de Cannes 2023 : Prix Un Certain Regard
- Festival du nouveau cinéma 2023 : Prix de la critique internationale

### Nominations
- BAFTA 2024 :
  - Meilleur film britannique
  - Meilleur casting pour Isabella Odoffin
  - Meilleur nouveau scénariste, réalisateur ou producteur britannique  pour Molly Manning Walker (scénariste, réalisateur)